# Budapests 18:e distrikt
Budapests 18:e distrikt är en del av huvudstaden Budapest i Ungern. Antalet invånare är 93 225.